# Atychia albiciliata
Atychia albiciliata är en fjärilsart som beskrevs av Walsingham 1891. Atychia albiciliata ingår i släktet Atychia och familjen Brachodidae. Inga underarter finns listade i Catalogue of Life.